# Gmina Dłutów
Die Gmina Dłutów ist eine Landgemeinde im Powiat Pabianicki der Woiwodschaft Łódź in Polen. Ihr Sitz ist das gleichnamige Dorf (deutsch Dlutow, 1943–1945 Zielkental).

## Gliederung
Zur Landgemeinde Dłutów gehören 20 Dörfer mit einem Schulzenamt:
| Budy Dłutowskie Czyżemin Dąbrowa Dłutów Dłutówek Drzewociny Huta Dłutowska | Lesieniec Leszczyny Duże Leszczyny Małe Łaziska Mierzączka Duża Orzk Pawłówek | Piętków Redociny Stoczki-Porąbki Ślądkowice Świerczyna Tążewy |

Weitere Ortschaften der Gemeinde sind Borkowice, Dłutów-Osada, Jastrzębieniec und Kociołki-Las.